# Arcey (Côte-d'Or)
Arcey é uma comuna francesa na região administrativa da Borgonha-Franco-Condado, no departamento de Côte-d'Or. Estende-se por uma área de 3,5 km². Em 2010 a comuna tinha 54 habitantes (densidade: 15,4 hab./km²).